# Kurnîkî (Lozova), Ternopil
Kurnîkî (în ucraineană Курники) este un sat în comuna Lozova din raionul Ternopil, regiunea Ternopil, Ucraina.

## Demografie
Componența lingvistică a localității Kurnîkî
     Ucraineană (100%)
Conform recensământului din 2001, toată populația localității Kurnîkî era vorbitoare de ucraineană (100%).